# Miguel Gastão da Cunha
 Miguel Gastão da Cunha GCC • GCSE (São João del-Rei, 27 de julho de 1863 - Rio de Janeiro, 04 de julho de 1927) foi um político, parlamentar e diplomata. Filho de Balbino Cândido da Cunha.

## Biografia
Foi deputado federal e braço direito do Barão do Rio Branco.
A 6 de março de 1919 foi agraciado com a Grã-Cruz da Ordem Militar de Sant'Iago da Espada e a 27 de junho de 1919 foi agraciado com a Grã-Cruz da Ordem Militar de Cristo de Portugal.
Atuou como representante do Brasil na Liga das Nações.